# ماسکگون شمالی (میشیگان)
ماسکگون شمالی، میشیگان (به انگلیسی: North Muskegon, Michigan) یک شهر در ایالات متحده آمریکا با جمعیت ۳٬۷۸۶ نفر است که در میشیگان واقع شده‌است.

## موقعیت جغرافیایی
موقعیت جغرافیایی شهرها و مناطق اطراف به شرح زیر است: